# Семкат
ܤ ,ܣ (ܣܡܟܬ, семкат) — пятнадцатая буква сирийского алфавита.

## Использование
Происходит от арамейской буквы самех (𐡎), восходящей к финикийской букве семк (𐤎, ).
В сирийском языке обозначала фрикатив [s]. В ассирийском языке также обозначает [s]. Числовое значение в сирийской системе счисления — 60.
В романизациях ALA-LC и BGN/PCGN передаётся как s.

## Кодировка
Буква семкат была добавлена в стандарт Юникод в версии 3.0 в блок «Сирийское письмо» (англ. Syriac) под шестнадцатеричным кодом U+0723, под кодом U+0724 отдельно закодирована её конечная форма.